# 亚苄基丙二腈
亚苄基丙二腈是一种有机化合物，化学式为C10H6N2。它可由苯甲醛和丙二腈反应得到。它和硝基甲烷反应，得到2-(2-硝基-1-苯乙基)丙二腈。和2-碘-2-甲基丙烷在过氧化苯甲酰和三乙基铝的存在下反应，得到α-叔丁基苄基丙二腈。